# Оскар Пјастри
Оскар Џек Пјастри (енгл. Oscar Jack Piastri; Мелбурн, 6. априла 2001) аустралијски је возач Формуле 1 који тренутно наступа за екипу Мекларенa. Сматра се једним од најталентованијих младих возача своје генерације, а познат је по брзом напредовању кроз ниже категорије тркања, укључујући и титуле у Формули 2 и Формули 3.

## Рани живот
Пјастри је рођен у Мелбурну, у аустралијској савезној држави Викторији. Своју тркачку каријеру започео је у картингу, где је постизао одличне резултате на локалном и националном нивоу. Касније се преселио у Европу како би наставио тркачку каријеру на вишем нивоу, уз подршку породице и спонзора.

## Каријера у нижим категоријама

### Формула Рено Еврокуп
Године 2019. освојио је Формула Рено Еврокуп возећи за екипу R-ace GP, чиме је привукао пажњу тимова вишег ранга.

### Формула 3
Пјастри је 2020. године наступао за Prema Racing у Формули 3 и одмах освојио шампионат у дебитантској сезони.

### Формула 2
Године 2021. прешао је у Формулу 2 такође са тимом Prema Racing. Доминантно је освојио титулу, забележивши неколико победа и пол-позиција.

### Формула 1

#### Алпин (резервни возач)
Током 2022. године, Пјастри је био резервни возач за Алпин тим (бивши Рено), али није имао прилику да наступи у званичној трци. Његова будућност изазвала је контроверзу када је Алпин објавио да ће возити за њих 2023, што је Пјастри јавно демантовао. Уследила је правна борба која је завршена у корист екипе Мекларена, с којом је Пјастри имао потписан предуговор.

#### Мекларен (2023– )
Деби је имао 2023. године као возач Мекларена, у пару са Ландом Норисом. Прву победу у спринт трци остварио је на ВН Катара 2023., а исте године забележио је и своје прво постоље у главној трци.

## Стил вожње
Пјастри је познат по изузетно мирном и прорачунатом приступу тркама, као и по брзом прилагођавању новим условима. Његове техничке способности, анализа података и зрелост на стази често се упоређују са Фернандом Алонсом. Сматра се једним од најперспективнијих младих возача данашњице.

## Приватни живот
Познат је по духовитом хумору и интеракцији са фановима на друштвеним мрежама. Живи у Европи због професионалних обавеза.